# Cornàcies
Les cornàcies (Cornaceae) són una família de plantes angiospermes de l'ordre de les cornals (Cornales), dins del clade de les astèrides.
Conté més de 75 espècies agrupades en dos gèneres. Inclou espècies natives de les zones temperades d'Euràsia, les zones tropicals d'Àsia; algunes zones tropicals d'Àfrica; l'est d'Austràlia; Amèrica del Nord, Amèrica Central i el nord i el nord-oest d'Amèrica del sud.

## Descripció
Són arbres, arbrets o arbusts, sovint caducifolis. Les fulles acostumen a tenir el marge enter, de vegades dentat, i a disposar-se de manera oposada, de vegades alternada o agrupades en psudoverticils, la forma pot ser el·líptica, ovada o obovada, i la nervadura pinnada o semipalmada. Les flors acostumen a ser hermafrodites, amb hipant, amb quatre o cinc sèpals petits, sovint molt petits, al calze i quatre o cinc pètals a la corol·la. Les flors es poden agrupar en inflorescències cimoses terminals o axil·lars. A l'androceu hi ha 4 estams i al gineceu dos carpels. El fruit és una drupa.

## Taxonomia
Aquesta família va ser descrita per primer cop l'any 1825, amb el nom de Corneae, al segon volum de l'obra O přirozenosti rostlin aneb rostlinář, obsahugjcj popsánj a wyobrazenj rostlin podlé řádů přirozených zpořádané, s zewrubným wyznamenánjm wlastnostj, užitečnosti a škodliwosti, obzwlástě wywodin a zlodin, spůsobu wydobýwánj, poslednjch dobroty a porušenosti neygistěgšjho poznánj a zkaušenj, též spůsobu užitecných sázenj chowánj a rozmnožwánj. Ustanowený pro lékaře, hogiče, hospodáře, umělce, řemeslnjky a wychowatele pels botànics Friedrich von Berchtold (1781 – 1876) i Jan Svatopluk Presl (1791 – 1849).

### Gèneres
Dins d'aquesta família es reconeixen els dos gèneres següents:
- Alangium Lam.
- Cornus L.